# Sikivu Hutchinson
Sikivu Hutchinson é um autora, dramaturga e diretora americana. Seu trabalho multigênero explora feminismo, justiça de gênero, justiça racial, direitos LGBTQIA+, humanismo e ateísmo.
Ela é autora das obras Humanists in the Hood: Unapologetically Black, Feminist, and Heretical (2020), White Nights, Black Paradise (2015), Godless Americana: Race and Religious Rebels (2013), Moral Combat: Black Atheists, Gender Politics, e as Guerras de Valores (2011) e Imagining Transit: Race, Gender, and Transportation Politics in Los Angeles (Travel Writing Across the Disciplines) (2003). Seus projetos incluem "White Nights, Black Paradise", "Rock 'n' Roll Heretic" e "Narcolepsy, Inc". Como destaque, "Rock 'n' Roll Heretic" esteve entre os finalistas do prêmio Lambda Literary Drama LGBTQ de 2023. Moral Combat é o primeiro livro sobre ateísmo a ser publicado por uma mulher afro-americana. Em 2013, ela foi nomeada Mulher Secular do ano e recebeu o prêmio 2015 Humanist Innovator da Foundation Beyond Belief. Também recebeu o prêmio Humanista do Ano de 2020 de Harvard.

## Primeiros anos e educação
Seu avô Earl Hutchinson Sr. e seu pai Earl Ofari Hutchinson são autores. Hutchinson se formou na Universidade de Nova Iorque com um PhD em Estudos da Performance no ano de 1999.

## Carreira como autora
Hutchinson escreveu artigos em diversos periódicos como The Huffington Post, The Feminist Wire, Thehumanist, LA Progressive, Los Angeles Times e Washington Post. Ela é bolsista sênior do Institute of Humanist Studies e fundadora do programa Women's Leadership Project para meninas negras no sul de Los Angeles.
Ela deu aulas sobre mulheres, estudos urbanos, culturais, humanismo afro-americano e educação no California Institute of the Arts, UCLA, Pitzer College e Western Washington University.

## Moral Combat
Em seu livro, Moral Combat, ela examina o que vê como o sequestro dos direitos civis pela direita cristã; as conexões entre humanismo, feminismo e justiça social; a importância do humanismo para a educação pré-vestibular; a reação do fundamentalismo religioso, na linha do Movimento Tea Party contra políticas públicas progressistas; e os esforços dos ateus de cor para desafiar o movimento "Novo Ateísta", que valoriza uma concepção estreita da ciência e desconsidera tanto a justiça social quanto a econômica. Hutchinson enquadra sua crítica nas realidades contemporâneas das comunidades afro-americanas de classe trabalhadora e média que são tão imersas na tradição da religiosidade — devido ao capitalismo e à segregação de fato — quanto nas armadilhas culturais da Igreja Negra. Além disso, destaca o trabalho de Nella Larsen como uma pedra de toque para o pensamento humanista feminista negro. Hutchinson também explora o surgimento do ateu negro e do ativismo de pensamento livre e destaca as vozes dos não crentes afro-americanos de todo o país.

## Grupo de Céticos Negros
Formada por Hutchinson em março de 2010, ela explicou à rádio KTYM que o motivo pelo qual formou o grupo foi uma "resposta à necessidade emergente entre os não crentes afro-americanos de ter algum tipo de comunidade e conexão interpessoal uns com os outros, em tempo real". Ela acredita que existe uma grande comunidade de negros não crentes em sites de mídia social, mas é importante que essas pessoas encontrem um "santuário da hiper-religiosidade em que os afro-americanos estão infiltrados". O grupo foi apresentado em um artigo publicado em maio de 2012 que narrava como um número maior de afro-americanos estava deixando a fé religiosa e adotando o ateísmo e o livre pensamento.

## Pontos de vista temáticos

### Diversidade no ceticismo religioso

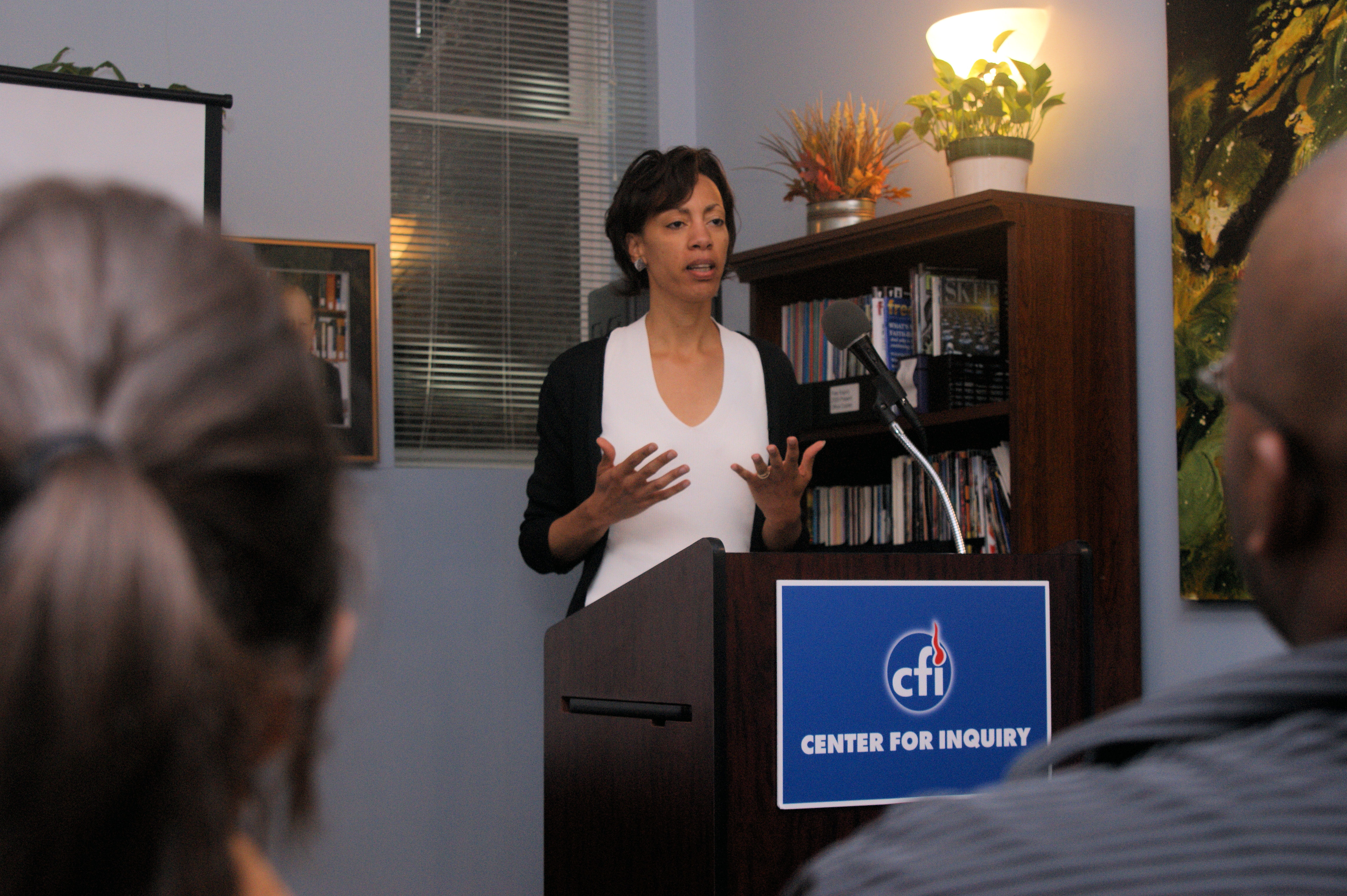
Sikivu Hutchinson discursando no Center for Inquiry, Washington, DC. em 2010

Hutchinson afirmou que "enquanto homens negros não-crentes recebem mais liberdade para serem hereges ou apenas MIA da igreja, mulheres negras que revelam abertamente seus pontos de vista não-teístas são consideradas especialmente traidoras, tendo 'abandonado' seu papel principal como provedoras de cultura e tradição religiosa". Grande parte do trabalho de Hutchinson se concentra na história cultural e social do pensamento humanista secular afro-americano e seu papel na luta de libertação negra. O trabalho de Hutchinson também desafia o conservadorismo social da Igreja Negra em relação ao aborto, direitos dos homossexuais e direitos das mulheres.
Hutchinson desafiou a falta de diversidade racial e atenção ao racismo institucional nos movimentos seculares e neoateus. Ela defendeu a inclusão de anti-racismo, anti-sexismo e anti-heterossexismo no humanismo secular dominante e no discurso neo-ateu. Ela também escreveu extensivamente sobre o papel do pensamento livre e do humanismo secular na libertação das mulheres negras e na justiça de gênero.
Em 2016, Hutchinson criticou a fusão das organizações seculares Center for Inquiry e da Richard Dawkins Foundation for Reason and Science, que deu a Richard Dawkins um assento no conselho de administração do Center for Inquiry. Sua crítica era que ambas as organizações tinham um conselho de administração totalmente branco.

### Humanismo
Hutchinson subscreve uma visão humanista radical que evita hierarquias religiosas e sociais de raça, gênero, sexualidade, classe e status de habilidade porque elas minam os direitos humanos universais e a autodeterminação dos povos oprimidos. Para as comunidades de cor, o Humanismo radical reforça a legitimidade cultural, a visibilidade e a validade dos não-crentes de cor dentro do contexto de um regime ideológico supremacista branco, heterossexista, patriarcal e economicamente marginalizador que iguala a moralidade aos paradigmas e crenças religiosas abraâmicas. O humanismo radical rejeita a noção de que só existe uma maneira de ser negro ou latino, e que as mulheres e a comunidade LGBT são marginais e moralmente aberrantes.
Hutchinson defendeu a articulação de um humanismo culturalmente relevante baseado na justiça social, racial e de gênero secular que evita noções de daltonismo e pós-racialismo, concentrando-se nas experiências vividas, conhecimento cultural, histórias sociais e capital social de diversas comunidades. Além disso, argumentou que a objetificação racista e supremacista branca de mulheres de cor como "Jezabéis" hipersexuais tornou as mulheres afro-americanas e latinas especialmente vulneráveis a paradigmas de feminilidade que enfatizam o autossacrifício e a obediência aos costumes cristãos conservadores. Hutchinson escreveu que o ideal heterossexista da "boa mulher sacrificial" da fé veste as mulheres de cor e efetivamente contribui para altas taxas de violência por parceiro íntimo, agressão sexual e contração de HIV/DST em comunidades de cor porque a masculinidade e a feminilidade são vistas como opostas um ao outro. Hutchinson considera seu ativismo na esfera humanista inextricavelmente ligado às outras identidades.

## Campanha publicitária
Em 2012, Hutchinson foi destaque em uma campanha nacional por painel publicitário referente a notáveis descrentes negros, sendo lançada por afro-americanos na luta pelo humanismo. Ela foi emparelhada com a autora Zora Neale Hurston, uma folclorista da cultura afro-americana que escreveu sobre ser cética em seu ensaio "Religião".

## Obras publicadas
- White Nights, Black Paradise (em inglês). [S.l.]: Infidel Books. 2015. ISBN 978-0692267134
- Godless Americana (em inglês). [S.l.]: Infidel Books. 2013. ISBN 978-0615586106
- Moral Combat: Black Atheists, Gender Politics and the Value Wars (em inglês). [S.l.]: Infidel Press. 2011. ISBN 978-0578071862
- Imagining Transit: Race, Gender, and Transportation Politics in Los Angeles (Travel Writing Across the Disciplines) (em inglês). [S.l.]: Peter Lang Publishing. 2003. ISBN 978-0820455860